# UWC México 14
UWC México 14: Bravo vs. Suruy	 fue un evento de artes marciales mixtas producido por Ultimate Warrior Challenge México, que se llevó a cabo el 27 de junio de 2015 en el ONIXEUS de Tijuana, Baja California, México.